# Cheilosia primoriensis
Cheilosia primoriensis är en tvåvingeart som beskrevs av Barkalov 1991. Cheilosia primoriensis ingår i släktet örtblomflugor, och familjen blomflugor. Inga underarter finns listade i Catalogue of Life.